# وجه طفولي (فلم)
وجه طفولي (بالإنجليزية: Baby Face) هو فيلم أبيض وأسود درامي أمريكي صدر عام 1933 قبل تطبيق قانون إنتاج الأفلام من إخراج ألفريد إي جرين لصالح شركة وارنر براذرز، وبطولة باربرا ستانويك بدور ليلي باورز، وجورج برينت. استنادًا إلى قصة كتبها داريل إف زانوك (تحت الاسم المستعار مارك كانفيلد)، يصور الفيلم امرأة شابة تستخدم الجنس لتعزيز وضعها الاجتماعي والمالي. يظهر جون واين البالغ من العمر 25 عامًا لفترة وجيزة كواحد من عشاق باورز.
تم تسويق الفيلم تحت شعار فاضح "لقد حصلت عليه وجعلته يدفع الثمن"، والمناقشة المفتوحة للجنس في الفيلم جعلته أحد أكثر الأفلام شهرة في عصر هوليوود ما قبل الكود
وساعد في إنهاء العصر حيث أصبح تطبيق القانون أكثر صرامة بداية من عام 1934. يعتبر الفيلم أحد أبرز 10 أفلام تسببت في تطبيق قانون الإنتاج". وفقًا لشركة وارنر براذرز، حقق الفيلم 308000 دولار أمريكي محليًا و144000 دولار أمريكي خارجيًا.
تم إدراج الفيلم ضمن الاختيار السنوي 25 للأفلام السينمائية في عام 2005 التي تم إضافتها إلى السجل الوطني للأفلام بمكتبة الكونجرس.

## طاقم التمثيل

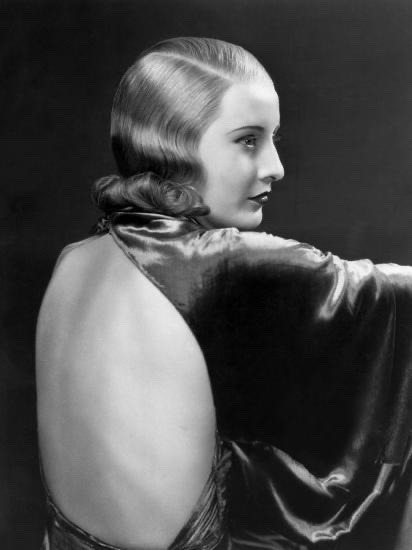
Stanwyck in Baby Face.

| - باربرا ستانويك بدور ليلي باورز - جورج برينت بدور كورتلاند ترينهولم - دونالد كوك بدور نيد ستيفنز - ألفونس إيثير بدور أدولف كراج، صانع أحذية - هنري كولكر بدور جيه بي كارتر - مارجريت ليندسي بدور آن كارتر - آرثر هول بدور إد سيبل - جون واين بدور جيمي ماكوي جونيور. | - روبرت بارات بدور نيك باورز، والد ليلي - دوغلاس دومبريل بدور برودي - تيريزا هاريس بدور تشيكو، صديقة ليلي وخادمتها - تشارلز كولمان بدور هودجز (غير مذكور) - نات بيندلتون بدور ستولفيتش (غير مذكور) - هاري تينبروك بدور عامل (غير مذكور) - إدوارد فان سلون بدور جيمسون، مدير بنك (غير مذكور) - هاري ويلسون بدور عامل (غير مذكور) |

## روابط خارجية
- وجه طفولي على فهرس معهد الفيلم الأمريكي
- وجه طفولي  في قاعدة بيانات الأفلام على الإنترنت (بالإنجليزية)
- وجه طفولي (فلم) في قاعدة بيانات تيرنر كلاسيك موفيز للأفلام.